# Stefanie Ranner
Stefanie Ranner (* 18. Dezember 1923 in Watschig Nr. 4, Gemeinde Rattendorf im Gailtal, Kärnten; † 17. April 1944 im KZ Ravensbrück) war ein österreichisches Opfer des Nationalsozialismus.

## Leben
Stefanie Ranner besuchte die Volksschule und arbeitete danach auf dem elterlichen Hof in Watschig. Als Schülerin wurde sie von ihren Lehrern als aufgeweckt, fleißig und hilfsbereit erkannt. Sie wurde römisch-katholisch getauft und gefirmt und befand sich mit ihrer Familie in einer durch Generationen gestützten christlichen Glaubenslandschaft. Der Ranner-Hof und seine Menschen leben als katholische Minderheit in einer mehrheitlich protestantischen Toleranzgemeinde, die hier nach dem Edikt Kaisers Joseph II. entstanden war.

## Tod im Konzentrationslager
Die 19-jährige Frau verliebte sich in den damals 28 Jahre alten Johann Pietschk aus Polen, einen Katholiken, der dem Hof in Watschig als Zwangsarbeiter zugeteilt worden war. Nach wenigen Monaten wurde die Frau, die ihren Freund nach Kriegsende heiraten wollte, schwanger. Sie und ihre Familie konnten dies zunächst geheim halten, aber nach einer anonymen Anzeige an die örtliche NSDAP-Leitung wurde das Paar verfolgt.
Johann Pietschk, der auf dem Ranner-Hof Deutsch gelernt hatte, wurde in das KZ Dachau eingeliefert. Dort kam er vermutlich kurz vor Kriegsende zu Tode. Stefanie Ranner wurde trotz ihrer Schwangerschaft inhaftiert. Aufgrund der Verhöre, der Haftbedingungen und der einhergehenden Demütigungen kam ihre Tochter Annelies Maria Ranner im Februar 1943 sechs Wochen zu früh auf die Welt. Sieben Monate später wurde Stefanie Ranner in das Konzentrationslager Ravensbrück eingeliefert, wo sie nach Augenzeugenaussagen nach einem schrecklichen Martyrium zu Tode kam.
Im Falle von Stefanie Ranner wurden – nach der Anfrage der Lagerleitung in der Heimatgemeinde – die beiden Buchstaben „RU“ (Rückkehr unerwünscht) auf ihrer Karteikarte eingetragen. Dies kam einem Todesurteil gleich. Die Mitteilung des Lagerkommandanten an die Familie, datiert auf den 24. April 1944, gibt an, dass Stefanie Ranner „am 17. April 1944 an den Folgen von Lungentuberkulose im hiesigen Krankenhaus“ verstorben sei.

## Nachwirkung
Die Nachforschungen des Falles Ranner im Jahr 2001 und deren Bekanntmachung führten dazu, dass in Österreich weitere ähnliche Fälle untersucht wurden, um eine Rehabilitierung zu ermöglichen.